# 마이아 (톨킨)
마이아(단수형 Maia, 복수형 Maiar)는 J. R. R. 톨킨의 가운데땅을 무대로 한 소설 《반지의 제왕》과 《실마릴리온》에 등장하는 종족이다. 

## 기본정보
마이아는 일루바타르에 의해 창조된 영적존재 아이누중 가장 강한 14명의 발라를 제외한 나머지 아이누를 일컫는 명칭이다. 
기본적으로 이들이 발리노르 외부에서 실체를 취하는 경우는 별로 없지만, 예외적으로 이스타리는 인간의 형체를 취했고, 멜리안도 요정의 형체를 취해 싱골과의 사이에서 가장 고귀한 혈통의 루시엔을 낳았다.

## 대표적인 마이아
이스타리-올로린, 쿠루모, 아이웬딜, 팔란도, 알라타르
사우론
발록-고스모그
멜리안
에온웨
옷세
아리엔
틸리온
이외에도 톰 봄바딜, 웅골리안트, 드라우글루인, 수링웨실, 바위거인 등이 마이아로 추측된다.

## 같이 보기
- 톰 봄바딜